# Феллерс, Андреа
А́ндреа Фе́ллерс (англ. Andrea Fellers), урождённая — Ру́би Маризо́на (англ. Ruby Marizona) — американская актриса

, кинопродюсер, режиссёр, сценаристка и художница.

## Карьера
Она спродюсировала и сняла «The Truth About You» (2014) и создала обложку для фильма, которая была включена в сольную художественную выставку «Hollywood Love Letters» в ArcLight в Голливуде, штат Калифорния. Также на выставке было несколько её ранних работ, а также готовые произведения, в которых она изобраала абстрактные интерпретации фильмов, которые влияют на неё.
Она начала свою карьеру в киноиндустрии как актриса, и появилась в фильмах с Эми Смарт, Шоном Хейсом, Лорой Каюэтт и Ричардом Дрейфусом.
В 2009 году Феллерс была одним из семи режиссёров, выбранных для съёмок и продюсирования экспериментального фильма, основанного на песне из альбома Линды Перхакс, «Parallelograms». Феллерс включила все элементы природы в «Зов реки» и создала эффекты в камере, снимая отражения природы и воды в зеркалах и других отражающих объектах. «Зов реки», премьера которого состоялась в театре Redcat Disney Hall в Лос-Анджелесе во время «Мысленных форм и параллелограмм: вечер визуальной музыки с Линдой Перхаксом и друзьями».
Феллерс спродюсировала фильм «Остров собак» (2014), в котором снялись Эндрю Говард и Барбара Неделякова.

## Избранная фильмография
| Год  |   | Русское название               | Оригинальное название         | Роль                   |
| ---- | - | ------------------------------ | ----------------------------- | ---------------------- |
| 2004 | ф | Свидание со звездой            | Win a Date with Tad Hamilton! | Девушка в баре         |
| 2005 | с | Малкольм в центре внимания     | Malcolm in the Middle         | Девушка-хиппи          |
| 2006 | с | Меня зовут Эрл                 | My Name Is Earl               | Девушка на байке       |
| 2006 | с | Акула                          | Shark                         | Коктейльная официантка |
| 2006 | с | Герои                          | Heroes                        | Нахальная ковбойша     |
| 2007 | ф | Лезвия славы: Звездуны на льду | Blades of Glory               | Фанатка-бунтарка       |
| 2007 | с | Отчаянные домохозяйки          | Desperate Housewives          | Дебора Готлиб          |
| 2008 | ф | Адская поездка                 | Hell Ride                     | Эхо                    |